# Kaczka domowa
Kaczka domowa (Anas platyrhynchos f. domestica oraz Cairina moschata f. domestica) – ptak gospodarski z rodziny kaczkowatych, udomowiona forma kaczki krzyżówki (Anas platyrhynchos), kaczki chińskiej (Anas zonorhyncha) i piżmówek (Cairina moschata). Zaliczają się do niej również niepłodne międzygatunkowe mieszańce kaczorów piżmówek i kaczek pekin – mulardy (krzyżowanie kaczki piżmówki z kaczorem pekin jest mniej korzystne). Kaczki domowe mogą być utrzymywane celem pozyskania mięsa, jaj, pierza, jako zwierzęta towarzyszące lub ozdobne, również w kilku celach (typ ogólnoużytkowy).

## Gatunki pierwotne i udomowienie
Kaczki domowe wywodzą się od następujących gatunków:
- krzyżówka (Anas platyrhynchos) – dokładny moment udomowienia w Azji Południowo-Wschodniej, a szczególnie południowych Chinach nie był dobrze znany. Istnieją dowody na chów kaczek w tym regionie przez co najmniej ostatnie 2000 lat. Pierwsze źródła pisemne wskazujące na chów kaczek domowych pochodzą ze środkowych Chin z okresu nieco po 500 r. p.n.e. Według badań genetycznych, których wyniki opublikowano w 2018 udomowienie nastąpiło tam około 2200 lat temu (2228 ± 441 lat temu). Blisko 100 lat później typ mięsny wyodrębnił się z początkowego typu nieśnego lub ogólnoużytkowego[1]. Starożytni Egipcjanie, Grecy i Rzymianie trzymali kaczki, jednak nie udomowili ich[2].
- kaczka chińska (Anas zonorhyncha), wyodrębniona z kaczki pstrodziobej (A. poecilorhyncha) – istnieją dwie hipotezy dotyczące udziału kaczek krzyżówek i chińskich w powstawaniu kaczek domowych[3][4]. Według pierwszej z nich kaczki domowe wywodzą się w większości od krzyżówek, a udomawianie ich zaczęło się kilka tysięcy lat temu w Azji Południowo-Wschodniej. Według drugiej kaczki domowe powstały w wyniku krzyżowania kaczek krzyżówek i kaczek chińskich[3] (przedstawiciele tych dwóch gatunków krzyżują się również naturalnie – na rosyjskim Dalekim Wschodzie[5]) lub zostały one udomowione osobno w innych miejscach[4]. Badania genetyczne z przełomu XX i XXI wieku oraz z pierwszej dekady XXI wieku potwierdziły udział kaczek chińskich w powstawaniu kaczek domowych chińskich ras, wskazując jednocześnie na większy udział kaczek krzyżówek[6][7].
- piżmówka (Cairina moschata), w formie udomowionej znana również jako kaczka niema, Barbarie, brazylijska, hiszpańska, turecka i francuska[8] – dokładny czas i miejsce udomowienia piżmówek są niejasne. Materiał osteologiczny pozyskany ze stanowisk archeologicznych oraz opisy z okresu początków kolonializmu w Amerykach – mówiące o dużych kaczkach trzymanych w klatkach (często określanych jako ánsar – hiszp. „gęś”) – wskazują na udomowienie jeszcze w czasach przedkolumbijskich. Do Europy piżmówki sprowadzili Hiszpanie, później rozpowszechniły się na całym świecie[9]. Indianie Moche z północnego Peru oraz bliskie im ludy mogły udomowić piżmówki już w pierwszym tysiącleciu naszej ery. Wizerunki tych ptaków znajdują się na naczyniach ceramicznych używanych przez Moche podczas ucztowania lub pochówków[10].

W krajach Zachodu kaczki krzyżówki udomowiono znacznie później, niż kury i gęsi. Istnieje kilka hipotez dotyczących czynników, które mogły ten proces opóźnić. Kacze jaja są w porównaniu do kurzych stosunkowo duże, a selekcja sztuczna była nakierowana na pozyskanie dużych ptaków – nie dużych jaj. Do tego mimo wysokiej wartości odżywczej nie cieszyły się one w Europie popularnością. Hodowlę utrudniały także węższe niż u kur preferencje żywieniowe oraz niemożność komfortowego utrzymywania ptaków z błonami pławnymi między palcami w klatkach z drucianej siatki. Dostępność odpowiedniego pokarmu była mniejsza szczególnie podczas zimy, zaś w południowo-wschodniej Azji – gdzie kaczki udomowiono – klimat był odpowiedni. Selekcję prowadzącą do powstania typów użytkowych: mięsnego i nieśnego oraz ras ozdobnych zaczęto prowadzić dopiero w XVIII i XIX wieku.

## Rasy hodowlane
W 2014 znano łącznie 319 ras kaczek, w tym:
- 253 lokalne rasy kaczek domowych wywodzących się od krzyżówek oraz 24 lokalne rasy piżmówek. Większość pochodziła z terenu Europy i Kaukazu (odpowiednio 107 i 6) oraz Azji (odpowiednio 92 i 9). Najuboższa w rasy jest Ameryka Północna, gdzie wyróżnia się jedynie jedną lokalną rasę kaczek wywodzącą się od krzyżówek, oraz Bliski Wschód wraz ze Środkowym Wschodem (5 ras, w tym jedna piżmówki)
- 26 ras transgranicznych (z czego 12 to rasy transgraniczne międzynarodowe), w tym 1 piżmówki (również rasa transgraniczna międzynarodowa).
- 15 wymarłych, wszystkie z terenu Europy i Kaukazu.

Do 12 ras transgranicznych międzynarodowych należą:
- Aylesbury
- Szwedzka błękitna (potocznie często nazywana „kaczką pomorską”[8])
- Cayuga
- Kaczka czubata (Crested)
- Biegus indyjski (Indian Runner)
- Khaki Campbell
- Kaczka Orpington
- Pekin amerykański (potocznie Pekin, pod taką też nazwą wymienia tę rasę FAO[12], precyzuje jednak, że chodzi o rasę wyhodowaną w latach 70. XIX wieku w USA[13]; stosowanie krótszej nazwy może prowadzić do pomyłek, istnieją bowiem również pekiny niemieckie, francuskie, duńskie czy krajowe)
- Kaczka Rouen
- Kaczka saksońska (Saxony Duck)
- Welsh Harlequin
- Pekin niemiecki

### Typy użytkowe
Wśród kaczek domowych wyróżnia się 3 typy użytkowe: nieśny, ogólnoużytkowy i mięsny.
- typ nieśny – ten typ reprezentują:
  - biegus indyjski. Nieśność w sezonie: 150–230 jaj o masie 65–80 g; przeciętna masa ciała kaczorów: 2 kg, kaczek: 1,7 kg[8].
  - Khaki Campbell. Nieśność w sezonie: 180–200 jaj; przeciętna masa ciała kaczorów: 3 kg, kaczek: 2,5 kg[8].
  - White Campbell, pochodząca od Khaki Campbell i wyhodowana w 1920. Khaki Campbell ze względu na dobre umięśnienie bywają zaliczane do typu ogólnoużytkowego[8].
- typ ogólnoużytkowy – do tej grupy zalicza się między innymi:
  - kaczka szwedzka błękitna. Masa ciała kaczorów wynosi przeciętnie 3 kg, u kaczek nieco mniej[8].
  - Orpington. Masa ciała wynosi średnio 3,5 kg u kaczorów i 3 kg u kaczek[8].

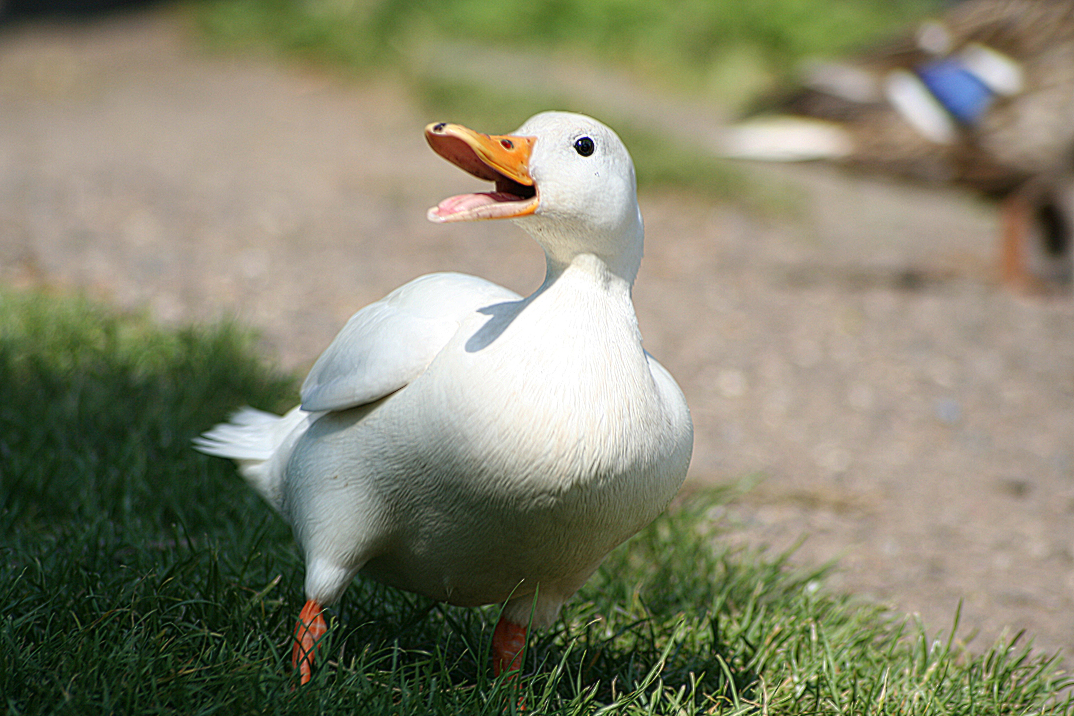
Kaczka domowa rasy pekińskiej

  - Kaczka domowa rasy pekińskiejWedług niektórych klasyfikacji do typu ogólnoużytkowego zalicza się również kaczki Pekin (przypisywany także do typu mięsnego) i pochodzące od nich rody, z których w Polsce utrzymywane są między innymi P-44 (ród mateczny) i P-55 (ród ojcowski) oraz Astra K (mieszańce dwurodowe). Kaczka w jednym sezonie znosi 140–200 jaj, w polskich warunkach do 160. Masa ciała kaczorów wynosi około 3–4 kg, a kaczek – 2,3–3 kg[8]. Kaczki Pekin w chowie intensywnym przeważnie są ubijane w wieku 7–8 tygodni (należy to zrobić przed pierzeniem). Po 7 tygodniach życia ich masa ciała wynosi 3,2–3,4 kg, a po 8 – 3,6–3,7 kg. W chowie ekstensywnym ich odchów trwa 9–10 tygodni[14].
- typ mięsny – do tej grupy zaliczają się kaczki:
  - Aylesbury. Masa ciała kaczora: przeciętnie 3,5–4 kg, kaczek: 3–3,5 kg[8].
  - Rouen. Masa ciała ptaków obojga płci wynosi około 4–5 kg[8]
  - kaczki piżmowe, występujące w trzech typach. Mają silnie zaznaczony dymorfizm płciowy, masa ciała kaczorów to 4–6 kg, a kaczek – 2–2,5 kg. Występują dwa sezony nieśności, podczas których kaczki składają łącznie 140–180 jaj wylęgowych o masie 75–80 g[8]. W chowie intensywnym odchów piżmówek trwa 8–9 tygodni dla kaczek i 11–12 tygodni dla kaczorów[14].
  - mulardy – niepłodne mieszańce kaczki piżmowej i kaczek Pekin, z których pochodzą stłuszczone wątróbki znane jako foie gras[8], w znacznie mniejszym stopniu pozyskiwane również z udomowionych gęsi (w 2006 było to niecałe 3%). Według danych z 2008 roku foie gras od piżmówek pochodzi w 95% od mulardów, a w 5% od czystych gatunkowo osobników męskich[15]. Przeważnie krzyżowane są kaczory piżmówki i kaczki Pekin. Potomstwo ma umaszczenie czarno-białe, przy krzyżowaniu kaczorów Pekin i kaczek piżmówek uzyskuje się ptaki o umaszczeniu kuropatwianym[8]. Odchów mulardów w chowie intensywnym trwa 11 tygodni, w ekstensywnym – 12–13 tygodni[14].

Kaczki wywodzące się od krzyżówek cechuje dość niska wydajność rzeźna, niższa występuje tylko u gęsi domowych. Przeciętnie tuszka patroszona stanowi 67% masy ciała przed ubojem, a 5,3% to podroby jadalne. Wydajność rzeźna piżmówek wynosi 72–76%, a mulardów – około 70%.

## Żywienie kaczek domowych
Kaczęta i kaczki hodowlane można żywić zarówno mieszankami pełnoporcjowymi jak i stosując żywienie kombinowane, łączące mieszanki pełnoporcjowe i pasze objętościowe. W przypadku brojlerów najprostsze jest podawanie do woli mieszanek pełnoporcjowych (o składzie zależnym od wieku ptaka – inny od 4. tygodnia życia do końca tuczu), można również komponować mieszanki z udziałem pasz objętościowych i koncentratów białkowych. W żywieniu kaczek ogółem dopuszczalne są między innymi następujące składniki:
- ziarna zbóż – do 40% z wyjątkiem owsa (do 10%) i żyta (do 5% i tylko u ptaków dorosłych)
- nasiona roślin strączkowych – do 15%
- nasiona lnu i rzepaku – do 5%
- śruty poekstrakcyjne: do 15% lnianą, sojową i słonecznikową; do 5%: arachidową i rzepakową
- produkty uboczne przemysłu, jak młóto, kiełki słodowe, drożdże – do 8%

Jako pasze objętościowe najczęściej stosuje się ziemniaki parowane, marchew, zielonki i susz roślinny. Według danych z 2005 roku kaczki Pekin w 7. tygodniu życia spożywają dziennie przeciętnie 230–250 g paszy. Dla porównania, według danych z 1996 roku wówczas było to przeciętnie 280 g paszy dziennie. Kaczki piżmówki wymagają odmiennego żywienia, między innymi ze względu na inną fizjologię, anatomię, wolniejszy rozwój nerek w początkowej fazie odchowu, krótszy przewód pokarmowy i mocno zaznaczony dymorfizm płciowy (odchów samców i samic przebiega inaczej).

## Pogłowie kaczek na świecie
Pogłowie kaczek na świecie w 2018 według danych FAOSTAT wynosiło niecałe 1,15 miliarda osobników. Udział poszczególnych regionów przedstawia poniższa tabela:
| Region            | Pogłowie w tysiącach sztuk | Procentowy udział | Główny producent                              |
| ----------------- | -------------------------- | ----------------- | --------------------------------------------- |
| Azja              | 992 001                    | 88,2              | Chiny (692 691 tys.) – 1. miejsce na świecie  |
| Europa            | 81 829                     | 7,3               | Francja (23 976 tys.) – 5. miejsce na świecie |
| Ameryka           | 26 998                     | 2,4               | Meksyk (8 504 tys.)                           |
| Afryka            | 22 400                     | 2                 | Egipt (11 229 tys.) – 10. miejsce na świecie  |
| Oceania           | 1 689                      | 0,2               | Australia (1 343 tys.)                        |
| Razem na świecie: | 1 124 917                  |                   |                                               |

FAOSTAT zawiera dane dotyczące pogłowia zwierząt gospodarskich z lat 1961–2018 (stan z początku 2020 roku). W tym okresie światowe pogłowie kaczek niezmiennie zwiększało się, znaczny spadek nastąpił wyłącznie w latach 1997–1998 (z 0,947 na 0,8 mld) i 2010–2011 (z 1,196 na 1,104 mld). Próg 0,5 mld sztuk został przekroczony między 1986 a 1987, a 1 mld sztuk – między 2001 i 2002. W podanym 51-letnim okresie najwyższe pogłowie kaczek odnotowano w 2010.
W 2017 Azja odpowiadała za 84,2% światowej produkcji mięsa kaczego – ponad 3,754 mln ton. W Europie wyprodukowano wówczas 10,9% mięsa kaczego – 486 tys. ton. Na kolejnych miejscach znajdowały się obie Ameryki (2,5%), Afryka (2%) i Oceania (0,4%). Głównym producentem w 2017 były Chiny – 3,067 mln ton mięsa kaczego; na drugim miejscu znajdowała się Francja z 235,4 tys. ton. Według statystyk z bazy FAOSTAT, Chiny niezmiennie zajmują pierwsze miejsce w produkcji mięsa kaczego, a biorąc pod uwagę uśrednione wartości drugie miejsce zajmuje Francja. W przeciwieństwie do Chin, jej pozycja nie jest jednak stała; przykładowo w latach 1980–1985 drugie miejsce przypadało Tajlandii.
W bazie FAOSTAT nie ma danych dotyczących produkcji jaj kaczych, dostępne są jedyne te zbiorcze dotyczące wszystkich jaj innych, niż kurze.